# Stadtältester von Berlin

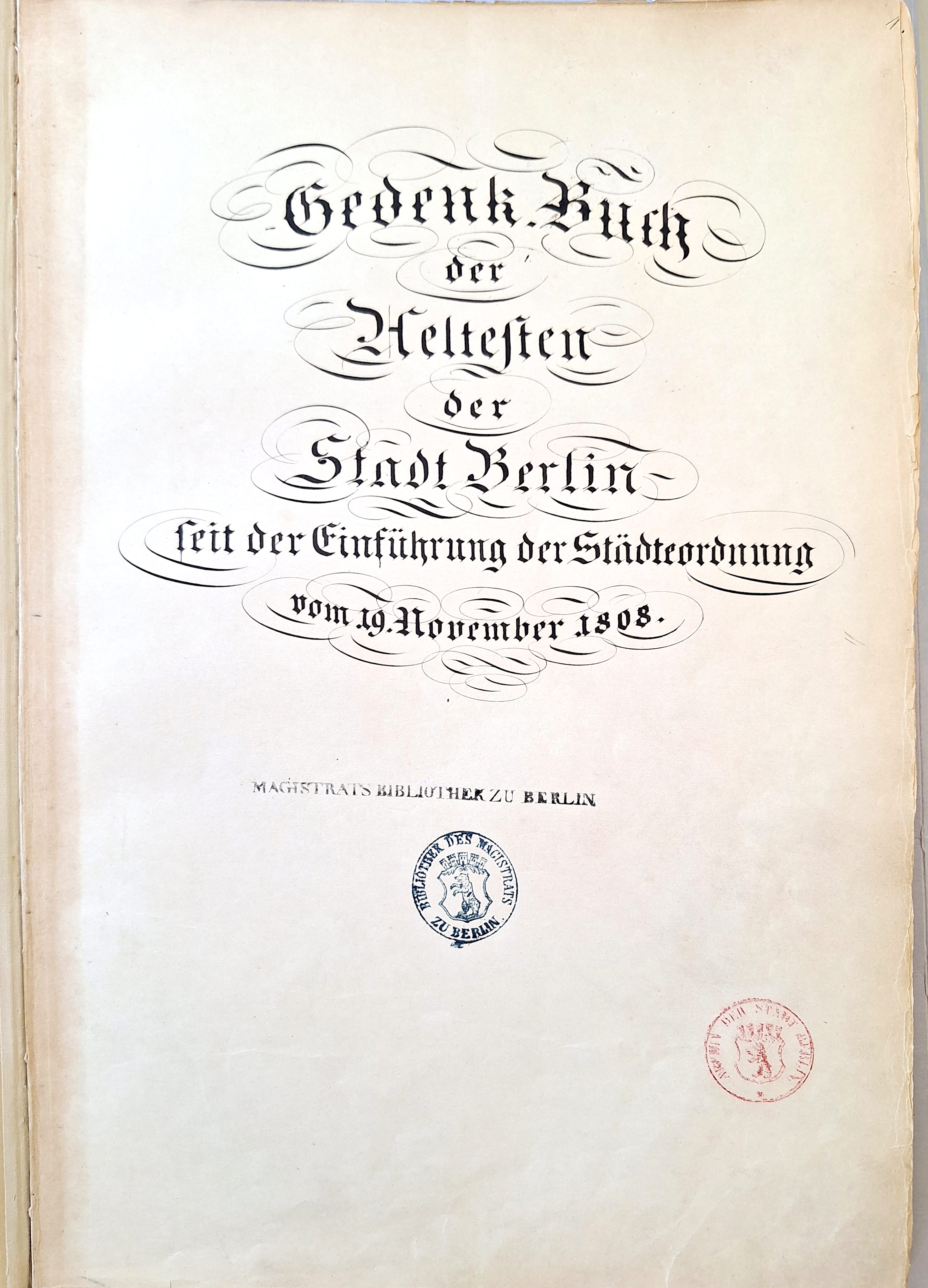
Titelseite Gedenkbuch der Stadtältesten von Berlin von 1808

Stadtältester von Berlin ist eine Ehrenbezeichnung, die bis zum Jahr 1950 durch den damaligen Berliner Magistrat verliehen wurde. Seit 1951 übernimmt der Senat von Berlin diese Aufgabe.
Die Ehrenbezeichnung geht auf die Stein- und Hardenbergsche Städtereform von 1808 zurück. Sie sollte somit an Persönlichkeiten verliehen werden, die das 65. Lebensjahr vollendet haben und die sich Verdienste in Funktionen erworben haben, die sie mindestens 20 Jahre in kommunalen Wahl- oder Ehrenämtern in Berlin innehatten.
Der Titel wurde erstmals 1820 zugesprochen. Im Landesarchiv Berlin wird das Gedenkbuch der Ältesten der Stadt Berlin geführt. Als erste Frau wurde Anna Nemitz im Jahr 1953 geehrt.
Die Bedingungen, unter denen dieser Ehrentitel vergeben wird, wurden am 28. April 1953 durch eine Richtlinie des Abgeordnetenhauses neu geregelt. Seitdem können deutsche Einwohner Berlins ab Vollendung des 60. Lebensjahres diesen Titel erhalten, wenn sie mindestens 20 Jahre als Berliner Wahlbeamter oder in einem Ehrenamt der Berliner Verwaltung gewirkt haben. Außerdem soll es nicht mehr als 40 lebende Berliner Stadtälteste geben.
Zwischen 1931 und 1947 wurden keine Titel zuerkannt. Die erste Verleihung des Ehrentitels nach dem Zweiten Weltkrieg erfolgte im Jahr 1948 an den Spandauer Bezirksbürgermeister Gottlob Münsinger. Von 1949 bis 1990 wurde der Titel nur in West-Berlin verliehen, der Ost-Berliner Magistrat ernannte keine Stadtältesten.
Die Ernennung zum Stadtältesten ist mit gewissen Privilegien verbunden. So werden sie durch den Senat als Ehrengäste zu Feierlichkeiten eingeladen, bekommen jeweils kostenlose Jahreskarten der Berliner Verkehrsbetriebe sowie das Berliner Amtsblatt. Zudem stellt das Land Berlin unentgeltlich Ehrengräber zur Verfügung, deren Kosten von den zuständigen Bezirksämtern getragen werden. Die Nutzungsdauer für das Grab des Stadtältesten und dessen Ehegatten liegt beim Doppelten der Regel-Ruhezeit. Dies geht auf einen Senatsbeschluss von 1952 zurück. Die weitere Grundlage bildet § 12, Abs. 6 des „Gesetzes über die landeseigenen und nichtlandeseigenen Friedhöfe Berlins“ (Friedhofgesetz) vom 1. November 1995.
Bis Dezember 2024 erhielten 279 Personen die Stadtältestenwürde. Seitdem gab es keine neuen Ernennungen.

## Liste der Stadtältesten von Berlin
- 1820: Johann Ernst Meinhoff (1757–1820), Carl Christoph Natorp (1785[?]–1830)
- 1824: Johann Bergius (1779–1829)
- 1826: Johann Anton Küster (1748–1829)
- 1831: Christoph Friedrich Beck (1763–1844)
- 1832: Johann Stephan Gottfried Büsching (1761–1833), Christian Gottlieb Cantian (1794–1866), Carl Friedrich Wilhelm Knoblauch (1793–1859)
- 1834: Carl Samuel Metzing (1777–1856)
- 1835: Abraham Mendelssohn Bartholdy (1776–1835)
- 1840: Heinrich Falckenberg (1771–1845)
- 1842: Daniel Haase (1782–1843)
- 1843: Samuel Weise (1780–1858), Johann Heinrich Conrad (1786–1855)
- 1844: Daniel Jung (1789–1877), Ludwig Wilhelm Rehfeldt (1780–1859)
- 1845: Peter Friedrich Carl Baerwald (1797–1871)
- 1846 (ca.): Johann Gottlieb Klein (1777–1856)
- 1847: Johann Lencke (1776–1862)
- 1848: Karl Friedrich Hollmann (1776–1858)
- 1849: Julius Theodor Gamet (1804–1882), Carl Wilhelm Krauske (1787–1865), Heinrich Wilhelm Krausnick (1797–1882), Johann Ferdinand Lütke (?–1852)
- 1850: Heinrich Andreas de Cuvry (1785–1869), Ludwig Gärtner (1782–1864), Friedrich Wilhelm Langerhans (1780–1851)
- 1851: Carl Wilhelm Keibel (1792–1860)
- 1854: Paul Adolph Jordan (1797–1863)
- 1857: Friedrich Pieper (1791–1859)
- 1862: Friedrich Adolph Heinrich Appelius (1796–1873)
- 1863: George Eduard Coulon (1800–1869), David Emilius Heinrich Koblank (1791–1864), Carl Friedrich Moewes (1794–1868)
- 1864: Carl Heinrich Sommer (1801–1873)
- 1866: Heinrich Berner (1793–1871), Moritz Meyer (1811–1869)
- 1867: Christoph Friedrich Franke (1810–1869)
- 1871: Adolf Hermann Wilhelm Hagen (1820–1894)
- 1872: Theodor Risch (1809–1874)
- 1873: Moritz Fürbringer (1802–1874), Franz Gesenius (1822–1903)
- 1874: August Friedberg (1811–1891)
- 1875: Friedrich Hofmann (1820–1895), Georg Krug (1812–1893), Wilhelm Noht (1813–1891), Julius Schneider (1810–1876)
- 1890 (ca.): Carl Theodor Rospatt (1831–1901)
- 1892: Theodor Sarre (1816–1893), Otto Schreiner (1816–1898)
- 1893: Gustav Eberty (1840–1894)
- 1894: Hermann Noeldechen (1822–1894)
- 1896: Hermann Blankenstein (1829–1910)
- 1897: James Hobrecht (1825–1902)
- 1899: Johannes Kaempf (1842–1918)
- 1901: Wilhelm Otto Bail (1836–1909), Eduard Fürstenau (1826–1913), Heinrich Kochhann (1830–1903)
- 1903: Friedrich Meubrink (1844–1908), Gerhard Struwe (1835–1904), Johann Heinrich Ferdinand Voigt (1836–1905)
- 1905: Albrecht Maaß (1842–1912)
- 1907: Max Weise (1839–1910)
- 1908: Ernst Friedel (1837–1918), Carl Hugo Hübner (1827–1910)
- 1910: Paul von Friedberg (1843–1910), Max Weigert (1842–1920)
- 1911: Leo Mugdan (1857–1926)
- 1912: Julius Namslau (1842–1912)
- 1913: Carl Friedrich August Gehricke (1843–1919)
- 1918: Gustav Mielenz (1847–1927), Wilhelm Wagner (1838–1923)
- 1919: Paul Buchow (1855–1928), Arthur Francke (1867–1941), Leopold Kalisch (1842–1925), Ernst Kuhlmann (1862–1931), Albert Mosse (1846–1925), Eugen Panofsky (1855–1922), Ferdinand Rast (1849–1925), Georg Reimann (1853–1926), Ernst Runge (1852–1921[?]), August Selberg (1844–1935)
- 1920: Otto Wiemer (1868–1931)
- 1924: Burchard Alberti (1864–1924), Max Betcke (1868–1944), Alexander Dominicus (1873–1945), Paul Egeling (1856–1937), Otto Fischbeck (1865–1939), Hermann Fischer (1851–1928), Friedrich Gerlach (1856–1938), Karl Göhring (1857–1935), Adolf Gottstein (1857–1941), Paul de Gruyter (1866–1939), Carl Hirsekorn (1851–1940), Martin Katz (?–1924[?]), Carl Kloß (1860–1947), Friedrich Koeltze (1852–1939), Friedrich Krause (1856–1925), Felix Kühne (1847–1929), Julius Maas (1844–1930), Anton Machowicz (1864–1951[?]), Hermann Neufert (1858–1935), Rudolf Penzig (1855–1931), Johannes Rabnow (1855–1933), Rudolf Reusch (1851–1931), Louis Ring (1853–1926), Hans Samter (1862–1929), Arthur Scholtz (1871–1935), Alfred Schüler (1857–1937), Heinrich Seeling (1852–1932), Leopold Spiegel (1865–1927), Karl Stendel (1851–1938), Carl Streichhan (1869–1950), Karl Sturm (1855–1928), Hermann Weigand (1854–1926), Richard Wilschke (1853–1943), Paul Wolf (1857–1926), Hugo Ziegra (1852–1926), Oskar Ziethen (1858–1932)
- 1925: August Hintze (1857–1929), Hugo Köster (1859–1943)
- 1926: Alexander Fröhlich (1859–1932), Leopold Rosenow (1848–1930), Georg Sauße (1870–1942)
- 1927: Fritz Wege (1862–1953)
- 1930: Albert Panschow (1861–1953)
- 1948: Gottlob Münsinger (1873–1949)
- 1949: Emil Wutzky (1871–1963)
- 1950: Adolf Wuschick (1870–1955), Louis Zobel (1870–1964)
- 1952: Richard Schubert (1877–1955)
- 1953: Wilhelm Ahrens (1878–1956), Anna Nemitz (1873–1962), Richard Schönborn (1878–1957)
- 1955: Richard Draemert (1880–1957), Fritz Hausberg (1880–1959), Hermann Radtke (1875–1969)
- 1956: Otto Burgemeister (1883–1957), Ernst Habermann (1866–1958)
- 1957: Albert Horlitz (1882–1972)
- 1958: Willy Großmann (1888–1963), Gustav Klingelhöfer (1888–1961), Fritz Kranz (1888–1971), Georg Lange (1883–1964), Adolf Mast (1873–1967), Franz Otto Müller (1883–1961)
- 1959: Erich Raddatz (1886–1964)
- 1960: Johannes Fest (1889–1960), Anton Weber (1890–1969)
- 1961: Adolf Dünnebacke (1891–1978), Siegmund Weltlinger (1886–1974)
- 1963: Eduard Bernoth (1892–1972), Ida Wolff (1893–1966)
- 1964: Siegfried Aufhäuser (1884–1969), Fritz Dylong (1894–1965), Fritz Grantze (1893–1966), Paul Fleischmann (1889–1965)
- 1965: Ella Kay (1895–1988), Richard Münch (1889–1968)
- 1966: Paul Fechner (1894–1973), Rudolf Michael (1896–1972), Walter Ludorf (1885–1969)
- 1967: Heinrich Kühn (1894–1981), Jeanette Wolff (1888–1976), Alfred Rojek (1897–1975), Richard Schröter (1892–1977)
- 1969: Otto Friedrich Bach (1899–1981)
- 1970: Werner Bloch (1890–1973)
- 1971: Kurt Exner (1901–1996), Friedrich Krüger (1896–1984), Fritz Meyke (1903–1982), Franz Saskowski (1897–1982), Herbert Theis (1906–1972)
- 1972: Hertha Beese (1902–1987), Alfred Menger (1901–1979), Meta Omankowsky (1902–1984)
- 1973: Wilhelm Dumstrey (1899–1990), Egon Endres (1902–1983), Edith Krappe (1909–2006), Willi Krause (1903–1987), Emil Meyer (1897–1985), Franz Possehl (1905–1974), Gerhard Schlegel (1903–1983), Clara von Simson (1897–1983), Grete Sonnemann (1903–1990)
- 1975: Alexander Dehms (1904–1979), Georg Liljeberg (1905–1993)
- 1976: Franz Karl Meyer (1906–1983), Eleonore Schneider (1907–1982), Lothar Schulz (1904–1976), Werner Zehden (1911–1991)
- 1977: Ella Barowsky (1912–2007), Friedrich Piefke (1907–1988)
- 1978: Walter List (1898–1987), Willy Ramm (1898–1985)
- 1980: William Borm (1895–1987), Erwin Etzkorn (1912–2007), Heinrich Keul (1918–1998), Herbert Kleusberg (1914–1997), Alexander Voelker (1913–2001)
- 1981: Erwin Beck (1911–1988), Günter Dach (1915–2010), Heinz Kaschke (1916–2002), Willi Oesterlein (1909–1992)
- 1982: Hans-Jürgen Behrendt (1917–2009), Walter Nicklitz (1911–1989)
- 1983: Werner Stein (1913–1993), Friedrich Wegehaupt (1904–2000)
- 1984: Alexander Hasenclever (1918–1990)
- 1985: Paul Dyllick (1908–1991), Werner Goldberg (1919–2004), Agnes Katharina Maxsein (1904–1991), Karl Neugebauer (1913–2001), Rudi Pietschker (1917–1999)
- 1986: Franz Ehrke (1921–2021), Johannes Müller (1905–1992), Walter Sickert (1919–2013)
- 1990: Günther Abendroth (1920–1993), Ursula Besser (1917–2015), Hans-Joachim Boehm (1920–2019), Günter Elsner (1916–1992), Heinz Striek (1918–2011)
- 1993: Gottfried Forck (1923–1996), Hans-Günter Hoppe (1922–2000), Kurt Neubauer (1922–2012), Werner Salomon (1926–2014), Edmund Wronski (1922–2020)
- 1994: Volker Hucklenbroich (1925–2004), Gerhard Schulze (1919–2006), Heinz Stücklen (1921–2007)
- 1995: Wilhelm Kabus (1918–1996)
- 1996: Hanna-Renate Laurien (1928–2010), Tino Schwierzina (1927–2003)
- 1998: Werner Dolata (1927–2015), Klaus Dieter Friedrich (1930–2003), Martin Kruse (1929–2022), Gerhard Naulin (1922–2018), Kurt Sanderling (1912–2011), Günter Straßmeir (1929–2009)
- 2000: Klaus Franke (1923–2017), Siegmund Jaroch (1926–2016), Heinz-Georg Klös (1926–2014), Günter Schade (* 1933), Klaus Schütz (1926–2012)
- 2004: Hans-Dieter Blaese (1930–2021), Werner Braune (* 1936), Alfred Gleitze (1934–2004), Günther Gottmann (1931–2018), Sigurd Hauff (* 1935), Barbara John (* 1938), Lore Maria Peschel-Gutzeit (1932–2023), Wolfgang Ullmann (1929–2004)
- 2008: Dieter Biewald (1932–2023), Klaus Bodin (1919–2012), Alexander Brenner (1925–2015), Marianne Brinckmeier (* 1940), Klaus Finkelnburg (* 1935), Bruno Flierl (1927–2023), Inge Frohnert (1924–2013), Rüdiger Hitzigrath (1929–2017), Anneliese Kaminski (* 1936), Rupert Scholz (* 1937), Edith Udhardt (1929–2024)
- 2012: Christine Bergmann (* 1939), Sabine Bergmann-Pohl (* 1946), Franziska Eichstädt-Bohlig (* 1941), Rüdiger Jakesch (* 1940), Werner Heubaum (1931–2018), Wolfgang Lüder (1937–2013)
- 2014: Konrad Birkholz (1948–2015), Marianne Birthler (* 1948), Eberhard Diepgen (* 1941), Ingeborg Junge-Reyer (* 1946), Walter Momper (* 1945), Karin Schubert (* 1944), Peter-Rudolf Zotl (* 1944)
- 2016: Karin Hausen (* 1938), Burkhard Kleinert (* 1948), Harry Liehr (1927–2022), Hans Nisblé (1945–2022), Christina Pfaff (* 1950), Heinz-Viktor Simon (1943–2019), Sybille Volkholz (* 1944)
- 2021: Carola von Braun (* 1942), Tatjana Forner (* 1946), Hannelore Jahn (* 1941), Uwe Lehmann-Brauns (* 1938), Barbara Saß-Viehweger (* 1943), Wolfgang Wieland (1948–2023), Klaus Wowereit (* 1953)
- 2024: Dorothee Dubrau (* 1955), Gisela Greiner (* 1949), Wolfgang Huber (* 1942), Jürgen Klemann (* 1944), Hans-Georg Lorenz (* 1943), Petra Merkel (* 1947), Andreas Statzkowski (* 1956), Elisabeth Ziemer (* 1952)